# Gustaf-Fredrik von Rosen
För andra betydelser, se Gustaf Fredrik von Rosen.

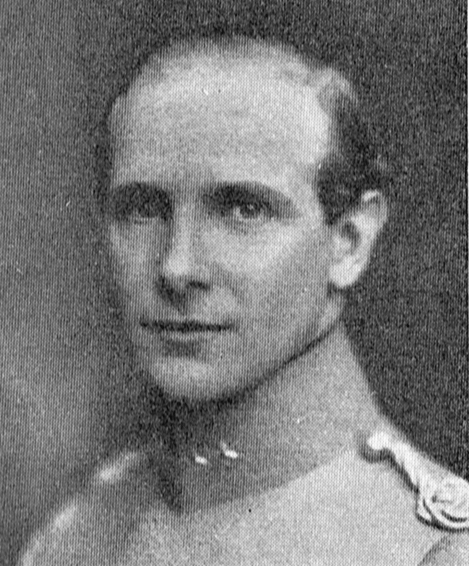
Gustaf-Fredrik von Rosen

Gustaf-Fredrik Hans Göran von Rosen, född 23 juli 1895 i Stockholm, död där 2 januari 1956, var en svensk greve och militär.
Gustaf-Fredrik von Rosen var son till generalen greve Reinhold von Rosen och Elsa von Horn. Han blev fänrik vid Livgardet till häst 1915, major vid Livregementet till häst 1940, var överstelöjtnant vid Norrlands dragonregemente 1942–1944, vid Livregementets husarer 1944–1945 och utnämndes till överste i armén 1945. Han genomgick Krigshögskolan 1921–1924, tjänstgjorde som generalstabsaspirant 1926–1928 och vid tyska riksvärnet 1930–1931, var förbindelseofficer mellan brittiska högkvarteret och svenska Saarbataljonen 1934–1935, militärattaché i Washington 1931–1932, London 1938–1942 och i Köpenhamn 1945–1948. Han blev avdelningschef i Försvarsstaben (militärattachéärenden) 1947 och tillförordnad chef för sektion III i Försvarsstaben (pressärenden, personalvård) 1949. Genom språkkunskaper och utmärkta förbindelser i skilda länder kom han på olika sätt att gynna svenska krigsmakten. Han deltog med framgång i olika slags ryttartävlingar i Sverige och andra länder och ingick även i ledningen av svenska ryttartrupper vid olympiska spel och andra tävlingar. 
Han var gift första gången 1922–1937 med sin kusin grevinnan Maud von Rosen och andra gången från 1938 med friherrinnan Elsa Silfverschiöld. Familjen bodde på Fituna. I första äktenskapet blev han far till Maud von Rosen. Den 2 januari 1956 sköt han sin andra hustru samt deras två minderåriga barn till döds för att sedan begå självmord. Motivet till detta förblir oklart. von Rosen  är begravd på Sorunda kyrkogård med sin andra hustru och deras två barn.